# تنمر على المثليين
يشمل التنمر على المثليين (بالإنكليزية: gay bashing أو gay bullying) أية إساءة لفظية أو جسدية لشخص ينظر إليه المعتدي على أنه/ها مثلي/ة الجنس، أو متحول/ة جنسياً، حتى الأفراد منهم الذين يُعتبرون في الحقيقة غيريي الجنس.
وقد يَستخدم التنمر اللفظي على المثليين افتراءات جنسية، وشتائم، وترهيباً، وتهديداً بالعنف أو عنفاً فعلياً، كما قد يطرأ في سياق سياسي متضمناً واحداً من الشعارات الشائعة المعادية للمثليين على الأقل.
ويتضمن التنمر على المثليين ممارسات مقصودة وغير مبررة بحق الضحية، وأفعالاً سلبية متكررة، يقترفها شخص أو مجموعة أشخاص، وإخلالاً بتوازن القوة الجسدية مع النفسية.

## السياق
لقد طرأ التنمر على المثليين حول العالم لعدة عقود ويستمر حتى اليوم، وقد اتخذ رهاب المثليين منحىً خطيراً في الولايات المتحدة الأمركيية، لاسيّما في أواخر أربعينيات القرن العشرين وبدايات خمسينياته، عندما طُرد العديد من الأفراد المثليين من الحكومة، وذلك من قِبل مجالس أعدّها الرئيسان هاري ترومان ودوايت آيزنهاور، كما يشرح المؤرخ ديفيد جونسون:
ويختتم جونسون بأن السيناتور جو ماكارثي، ذي السمعة السيئة لاعتداءاته على من زعم بكونهم شيوعيين ضمن الحكومة، كان يتعرّض للضغط غالباً من قبل حلفائه للتنديد بمثليي الجنس في الحكومة أيضاً، ولكنه قاومهم ولم يفعل ذلك.

## أسباب التنمّر على المثليين
قد تتطور لدى مثليي الجنس من ذكور وإناث أنماط شديدة من الاكتئاب والقلق أثناء نموّهم، في الواقع يعاني 71.4% من الأشخاص المنتمين للإل جي بي تي من اضطراب اكتئابي، والذي قد ينتج عن عوامل تتعلق بتقدير الذات، ووطأة التكيّف، وضغط الأقلية، والإفصاح عن الميول، ورفض العائلة، والأبوة أو الأمومة، وتشكيل العلاقات، والعنف، سواءً كان جسدياً، أم ذهنياً أم لفظياً.
يترافق التقدير الذاتي مع وطأة التكيّف، فعندما يُملى على شخص كهذا كيف يبدو ومَن يُحب، سيُستنزف تقديره لذاته، فيشعر بأنه غير جيد ما بما يكفي بطبيعته، من جهة أخرى تؤدي عدم قدرة الزوجين المثليين على إنجاب طفلهما الخاص بحد ذاتها إلى الاكتئاب، ناهيك عن حرمانها من حق التبني، ولم يُسمح للزوجان المنتميان لإل جي بي تي بالتبني قانونياً في الولايات الأمريكية الخمسين جميعها حتى شهر آذار/مارس من عام 2016.

## آثار التنمر على المثليين
قد يجعل التنمر على المثليين بعض ضحاياه يشعرون بالحزن وعدم الأمان، كما قد يتراجع بعضهم اجتماعياً كآلية تلاؤمية، وربما يحاول بعض طلّاب المدارس المثليين أو الذين لم يحددوا ميولهم الجنسية بعد أن يبدوا غيريي الجنس ليتفادوا التنمّر، ما قد يعزلهم عمّن مثلهم، أو من يُحتمل كونهم حلفاء، أو عن الدعم عموماً، [10] والأمر مماثل بالنسبة للبالغين.

## سلوكيات رهاب المثليين والمتحولين جنسياً التمييزية الظاهرة والباطنة في الأُطر التعليمية
يمكن تصنيف العنف القائم على رهاب المثليين أو المتحولين جنسياً في الأطر التعليمية لظاهر وباطن، فيتألف الأول من ممارسات جليّة تجعل المستهدفين يشعرون بعدم الارتياح، أو التأذي، أو الخزي، أو الرعب، وغالباً ما يمتنع الزملاء والكادر التدريسي عن التدخل عندما يشهدون حوادث كهذه، ما يساهم في جعلها أمراً عادياً ومقبولاً.
علماً أنه لا يُبلغ عن حالات العنف القائم على رهاب المثليين أو متحولي الجنس –حاله كحال جميع أنواع العنف القائم على النوع الاجتماعي– بالشكل الكافي، نظراً لخوف المُسهدف من العقاب، بالإضافة إلى قلّة وجود أنظمة داعمة أو إصلاحية، أو انعدامها، ويؤدي غياب السياسات الفعالة، والحماية والمعالجة لحلقة فاسدة تصبح يتزايد فيها اعتبار حوادث كهذه أمراً طبيعياً.
في المقابل يُعتبر العنف الباطن أو الضمني القائم على رهاب المثليين أو متحولي الجنس، والمسمى أحياناً بالـ«رمزي» أو «المنهجي»، أكثر حذقاً من ذاك الظاهر، ويتألف من سلوكيات منتشرة قد تبدو أحياناً غير مؤذية أو طبيعية من منظور مجتمع المدرسة، ولكنها تسمح بالمقابل برهاب المثليين أو المتحولين جنسياً أو تشجعه، بما يتضمن إدامة صور نمطية مؤذية.
ويمكن لسياسات أو قواعد إرشادية معيّنة أن تعزز هذه السلوكيات أو تضمّنها سواءً في مؤسسة فردية أو عبر القطاع التعليمي بأكمله، فتصبح بذلك جزءاً من الممارسات اليومية وقواعد توجّه السلوك المدرسي، ومن الأمثلة على العنف الباطن القائم على رهاب المثليين أو متحولي الجنس:
- الجزم بأن بعض المواد الدراسية تلائم بعض الطلاب بشكل أفضل بناءً على ميولهم الجنسية أو هويتهم/تعبيرهم الجنسيين (على سبيل المثال، العلوم للطلاب الذكور غيريي الجنس، والدراما للطلاب الذكور المثليين).
- اقتراح أنه من الطبيعي أن يكون للطلاب غيريي الجنس سلطة أو تأثيراً أكبر (على سبيل المثال، اعتبار آراء الطلاب المنتمين للإل جي بي تي آي هامشيةً وغير مهمة).
- تعزيز الصور النمطية المتعلقة بالتوجه الجنسي أو الهوية/التعبير الجنسيين في مواد المنهاج التعليمي أو تدريب المعلمين، كما من خلال الصور أو الحوارات (على سبيل المثال، الإشارة إلى غيرية الجنس بالـ«طبيعية»).
- تعزيز الصور النمطية المتعلقة بالتوجه الجنسي أو الهوية/التعبير الجنسيين في السياسات، والقواعد والأنظمة التعليمية (على سبيل المثال، من خلال عدم الاعتراف بكون طلاب الإل جي بي تي آي جزءاً من مجتمع المدرسة، وبعدم تخصيصهم في السياسات المتعلقة به).[9]

## الدعم
استجابةً للوعي المتزايد حول التنمر على المثليين، أُسّس عدد من مجموعات الدعم لمساعدة أفراد الإل جي بي تي على التعامل مع الإساءة التي يتعرضون لها، ففي المملكة المتحدة تنشط كل من ستونوول يو كيه، والشبكة المقاومة للتنمر، بينما في روسيا تنشط الشبكة الروسيّة للإل جي بي تي.
ومن الحركات المميزة في الولايات المتحدة الأمريكية مشروع «تصبح الأمور أفضل»، والذي يحتفي بالمشاهير والأفراد العاديين من الإل جي بي تي الذين يصوّرون مقاطع فيديو على اليوتيوب ويشاركون المراهقين المثليين رسائل ملأى بالأمل.